# Rio (ギタリスト)
Rio（リオ、1978年11月26日 - ）は、日本の東京都福生市出身のギタリスト。

トラックメイカー、ソングライター、アレンジャー、サウンド・プロデューサー、レコーディング・ディレクター、サウンド・エンジニアとしても活動し、ベースやスティック等の楽器も演奏する。

AstroGuitar（アストロギター）名義でもソロ活動を行なっている。

## 来歴
2002年にRED GARDENのギタリスト兼プロデューサーとしてアルバム「ヨロコビ」を発売。2004年のバンド解散を機にソロギタリストとして活動を開始。様々なバンドに参加しながらマキシマム ザ ホルモンのプロデュース、SCANDALへの楽曲提供などミュージシャンとして幅広く活躍。2012年以降はRIZEにサポートギターとして参加。2024年にはAstroGuitar名義でのソロ活動を開始。

- 1996年～
  - 高校の友人らと結成したロックバンド、RED GARDENのリーダー兼ギタリストとして活動を開始。

- 2002年
  - 日本テレビ音楽株式会社内にインディーズレーベル、ミミカジルを設立。自らプロデュースを手がけたアルバム「ヨロコビ」をリリース。

- 2003年
  - サポートベーシストとして参加していたマキシマム ザ ホルモンをミミカジルの第二弾アーティストとして誘い、マキシシングル「肉コップ」とアルバム「耳噛じる」をプロデュース[1]。

- 2004年
  - RED GARDEN解散。それに伴いミミカジルはマキシマム ザ ホルモンが専属する事務所となる。

- 2004年～2006年
  - ソニー・ミュージックエンタテインメントのSDグループに所属しながら活動を行う。

- 2006年～2007年
  - 株式会社キティに所属、アーティスト活動と並行しながらディレクター/プロデューサー業及び、新人の発掘や育成を担当。

- 2007年
  - SCANDAL(EPIC)の育成、全パートの楽器演奏指導を担当。

- 2007年～
  - RIZEのベーシスト、KenKenのソロプロジェクトである、KenKen of Invadersに参加。コロムビアミュージックエンタテインメントからアルバム「Arrival of Invaders」をリリース。

- 2008年～
  - ラッパーのDAG FORCEを中心としたヒップホップバンド、DAG FORCE & The LAZY Stones.にギタリストとして参加。

- 2008年2月
  - HOWLING BULLよりリリースされたPocketlifeの2ndアルバム「Peoplepeople」をプロデュース。

- 2008年8月
  - DAG FORCEの1stミニアルバム「Day & Night」をプロデュース。

- 2009年2月
  - 高橋瞳(Sony Music)のライブをサポート。

- 2009年10月
  - Epic RecordsよりリリースされたSCANDALの1stアルバム「BEST★SCANDAL」に収録の「スペースレンジャー」を作曲。

- 2009年10月
  - 日本武道館で行われたユニコーンのドラマー、川西幸一の生誕50周年イベントにDAG FORCE & The LAZY Stones.でゲスト出演。

- 2010年1月
  - ベースマガジン紙上企画でKenKenとマキシマム ザ ホルモンのベーシスト、上ちゃんと共演。

- 2010年6月
  - 金子マリをコーラスに迎え、DAG FORCE & The LAZY Stones.が中部・西日本でのミニツアーを行う。

- 2010年11月～2011年
  - Lunakate(PONY CANYON)のライブをサポート。

- 2012年〜
  - RIZEにサポートギタリストとして参加。

- 2012年
  - Charaのライブを多数サポート。

- 2012年10月17日
  - RIZEのシングル「LOCAL DEFENSE ORGANIZATION」リリース。

- 2012年
  - OLDCODEXのアルバム「CONTRAST SILVER」に収録の「mister Coherent」の作曲、アレンジ、ギターを担当。

- 2013年
  - Charaのセルフカバーアルバム「JEWEL」に収録の「やさしい気持ち(Special Kiss ver.)」にアコースティックギターで参加。

- 2013年
  - OLDCODEXの"CONTRAST SILVER" Tourにサポートギターとして参加。

- 2013年
  - テレビアニメ『Free!』のオープニングテーマに使用されたOLDCODEXのシングル「Rage on」にアレンジとギターで参加。

- 2014年10月1日
  - RIZEの配信限定ミニアルバム「LOVEHATE」リリース。

- 2015年7月24日
  - RIZEの配信限定シングル「PARTY HOUSE」リリース。

- 2016年
  - 戸松遥のシングル「シンデレラ☆シンフォニー」に収録の「痛快!ロマンチッカー」にギターで参加。

- 2016年2月24日
  - RIZEの全国ツアー、RIZE TOUR 2015 “PARTY HOUSE”の模様を収録したDVD「PARTY HOUSE in OSAKA」リリース。

- 2016年10月26日
  - RIZEの配信限定シングル「ONE SHOT」リリース。

- 2017年3月1日
  - テレビアニメ『銀魂』のエンディングテーマに使用されたRIZEのシングル「SILVER」リリース。

- 2017年9月6日
  - RIZEのアルバム「THUNDERBOLT 〜帰ってきたサンダーボルト〜」リリース。

- 2018年03月21日
  - RIZEがFIRE BALLとコラボレーションした配信限定シングル「お客様本位」リリース。

- 2018年03月28日
  - RIZE結成20周年にして、初の武道館ライブの模様を収録したDVD「RIZE TOUR 2017 RIZE IS BACK 平成二十九年十二月二十日 日本武道館」リリース。

- 2020年
  - バンドプロジェクト、MOJAZを立ち上げる。テレビ番組『フリースタイルダンジョン』でモンスターとして出演していたラッパーのACE、元tricotのドラマーkomaki、元POP DISASTERのベーシストJunkoらを迎え、1stアルバム「mojam」をリリース。

- 2024年11月2日
  - 自身のソロプロジェクトである「AstroGuitar」の1stシングル『Space Spectrum』を配信リリース。

- 2024年11月〜
  - オメでたい頭でなによりやコロナナモレモモ（マキシマム ザ ホルモン2号店）のボーカリスト、赤飯のソロバンドプロジェクトをサポート。

## 作品

### シングル（AstroGuitar）
| No. | タイトル                         | 収録曲            | 形態 |
| --- | -------------------------------- | ----------------- | ---- |
| 1st | Space Spectrum （2024年11月2日） | 1. Space Spectrum | 配信 |

### ミュージックビデオ（AstroGuitar）
| 公開年 | 公開日  | 楽曲           | リンク |
| ------ | ------- | -------------- | ------ |
| 2024年 | 11月2日 | Space Spectrum | ▶      |